# Mount Miller (berg i Antarktis, lat -83,33, long 165,80)
Mount Miller är ett berg i Antarktis. Det ligger i Östantarktis. Nya Zeeland gör anspråk på området. Toppen på Mount Miller är 4 150 meter över havet.
Terrängen runt Mount Miller är bergig söderut, men norrut är den kuperad. Mount Miller är den högsta punkten i trakten. Trakten är obefolkad. Det finns inga samhällen i närheten.